# Santos Reyes Tepejillo
Santos Reyes Tepejillo là một đô thị thuộc bang Oaxaca, México. Năm 2005, dân số của đô thị này là 1125 người.